# 코파 마스테르 데 수페르코파
코파 마스테르 데 수페르코파(스페인어: Copa Master de Supercopa) 또는 수페르코파 마스터스(영어: Supercopa Masters)는 남미 축구 연맹(CONMEBOL)이 주관했던 클럽 축구 대회이다. 역대 수페르코파 수다메리카나 시즌에서 우승을 차지한 팀들이 참가했다.

## 역대 시즌
| 연도 | 결승전        | 결승전                      | 결승전     | 비고                                                                                      |
| 연도 | 우승          | 점수                        | 준우승     | 비고                                                                                      |
| ---- | ------------- | --------------------------- | ---------- | ----------------------------------------------------------------------------------------- |
| 1992 | 보카 주니어스 | 2 - 1                       | 크루제이루 | - 아르헨티나 부에노스아이레스 (1992년 5월 27일 ~ 5월 31일) - 3·4위전: 올림피아 2 - 1 라싱 |
| 1994 | 크루제이루    | 0 - 0 1 - 0 종합 전적 1 - 0 | 올림피아   | - 1차전 (1995년 3월 3일) 파라과이 아순시온 - 2차전 (1995년 3월 16일) 브라질 벨루오리존치  |

### 1998 시즌
1998년 코파 마스테르 데 수페르코파 시즌은 1998년 5월 28일부터 6월 27일까지 아르헨티나 아베야네다에서 진행될 예정이었지만 1998년 FIFA 월드컵 이후로 연기되었다. 그러나 대회 스폰서를 구하지 못하면서 취소되었다.

#### 참가할 예정이던 팀
- 라싱: 1988년 수페르코파 수다메리카나 우승 팀
- 보카 주니어스: 1989년 수페르코파 수다메리카나 우승 팀
- 올림피아: 1990년 수페르코파 수다메리카나 우승 팀
- 크루제이루: 1991년 수페르코파 수다메리카나, 1992년 수페르코파 수다메리카나 우승 팀
- 상파울루: 1993년 수페르코파 수다메리카나 우승 팀
- 인데펜디엔테: 1994년 수페르코파 수다메리카나, 1995년 수페르코파 수다메리카나 우승 팀
- 벨레스 사르스피엘드: 1996년 수페르코파 수다메리카나 우승 팀
- 리버 플레이트: 1997년 수페르코파 수다메리카나 우승 팀

## 같이 보기
- 코파 데 오로
- 코파 마스테르 데 CONMEBOL
- 코파 리베르타도레스
- 수페르코파 수다메리카나